# ヒューゴ・シンベリ

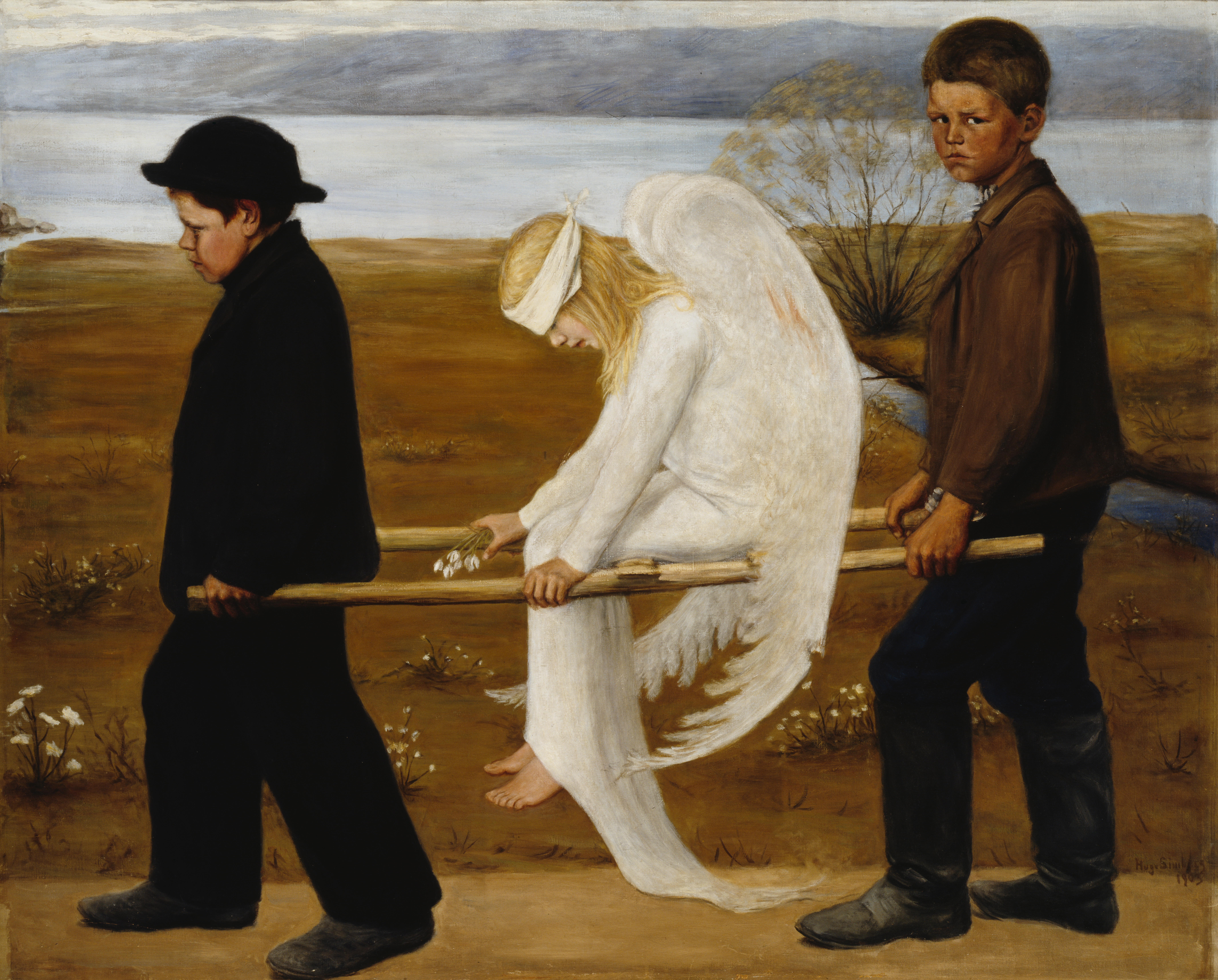
シンベリ『傷ついた天使』

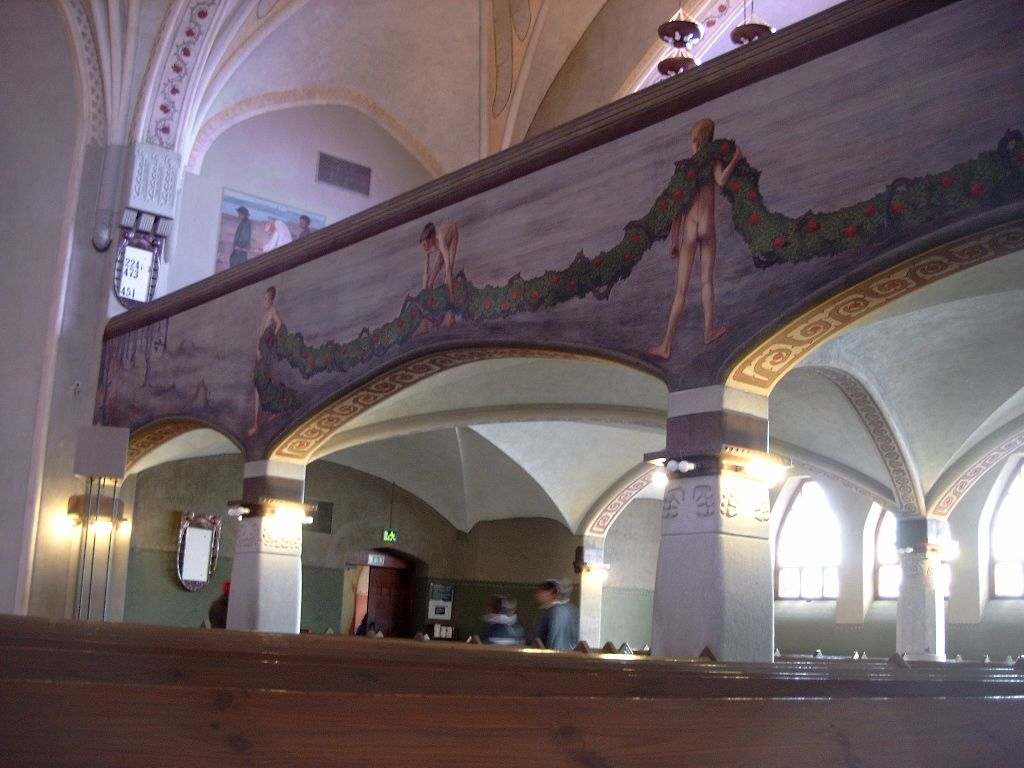
シンベリ作 タンペレ大聖堂のフレスコ画

ヒューゴ・シンベリ（Hugo Simberg, 1873年6月24日 ハミナ - 1917年7月12日 アータリ）は、フィンランドの象徴主義画家、グラフィックデザイナー。シンベルグ、シンバーグとも表記される。
1895年、シンベリはルオヴェシで、アクセリ・ガッレン＝カッレラの個人的な弟子となった。
シンベリが自作で最も多く取り上げた2つのキャラクターは「Poor Devil（かわいそうな奴、かわいそうな悪魔）」と「死」である。
シンベリは、巨大な長い花輪を大勢で運ぶ思春期前の裸の少年たちの写真を撮り、スケッチを描いた。『Wreath-bearing boy（花輪につかまった少年）』という写真は、シンベリの初期の写真『Guido, Fish Boy（少年漁師グイド）』と関連性がある。前者は、突堤にしゃがんで炭の上に手を置いている少年を、後者は、岩の上に座って海を見ている少年を撮っている。こうした少年たちのイメージは、成長・変化・思春期・性同一性（sexual identity）を反映させたものである。この花輪運びのモチーフは、1905年から1906年にかけて制作された、タンペレ大聖堂（タンペレ）のフレスコ画の中心モチーフでもある。
シンベリの作品は、主に、不気味なもの、超自然的なものに焦点をあて、心につきまっとて離れない、気が滅入るような重苦しい美しさを持っている。その好例が、『Kuolema kuuntelee（死が聞く）』で、黒いコートを着た骸骨で表された「死」が、前屈みになって、若者のヴァイオリン演奏を聞いている。後ろには、ベッドに横になった老婆がいて、見るからに血の気がなく、病気のようである。おそらく、「死」が迎えに来たのはこの老婆で、たぶんその息子であろう若者の演奏が続く間、 「死」は仕事の手を控えている、という印象を受ける。
シンベリの代表作『傷ついた天使』もまた陰鬱な空気を放っている。暗い色の服を着た2人の少年によって担架に乗せられて運ばれている、目隠しされた少女の姿をした天使。少年の1人は深刻な顔で、画面の外（鑑賞する我々）を見ている。この絵はシンベリの最も有名な絵であると同時に、フィンランドを代表する図像（イコン）にもなった。フィンランドのシンフォニック・メタル・バンド、ナイトウィッシュが2007年8月11日にリリースしたシングル『Amaranth』のミュージック・ビデオは、この絵に基づいたものである。

## 主な作品

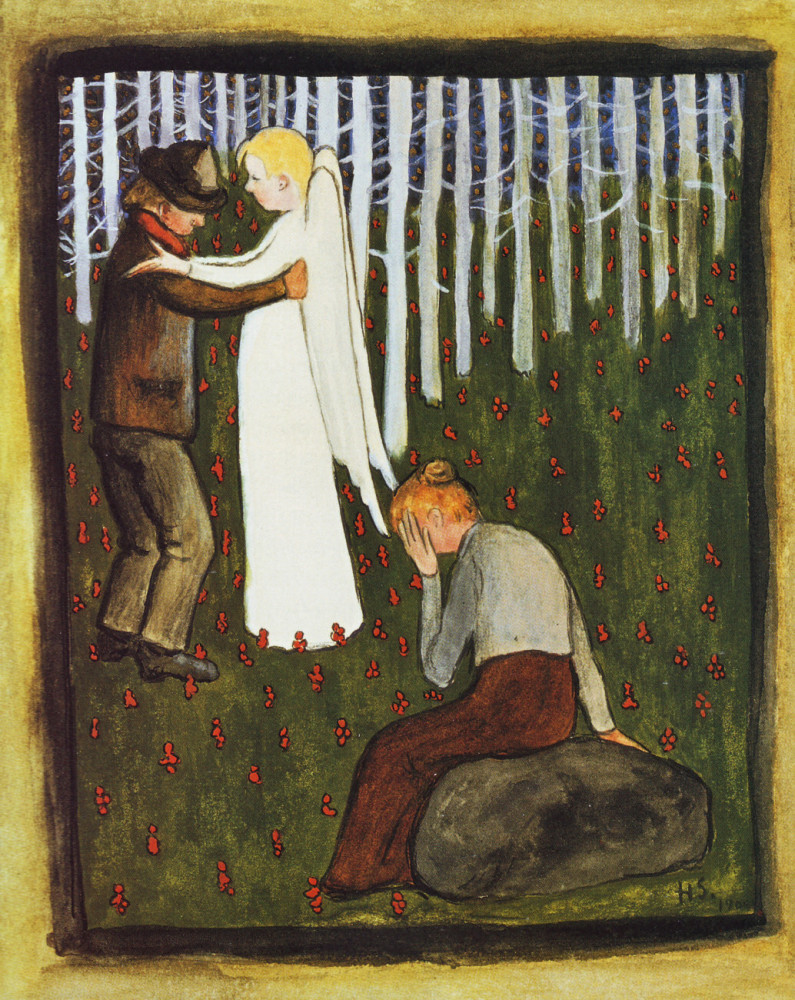
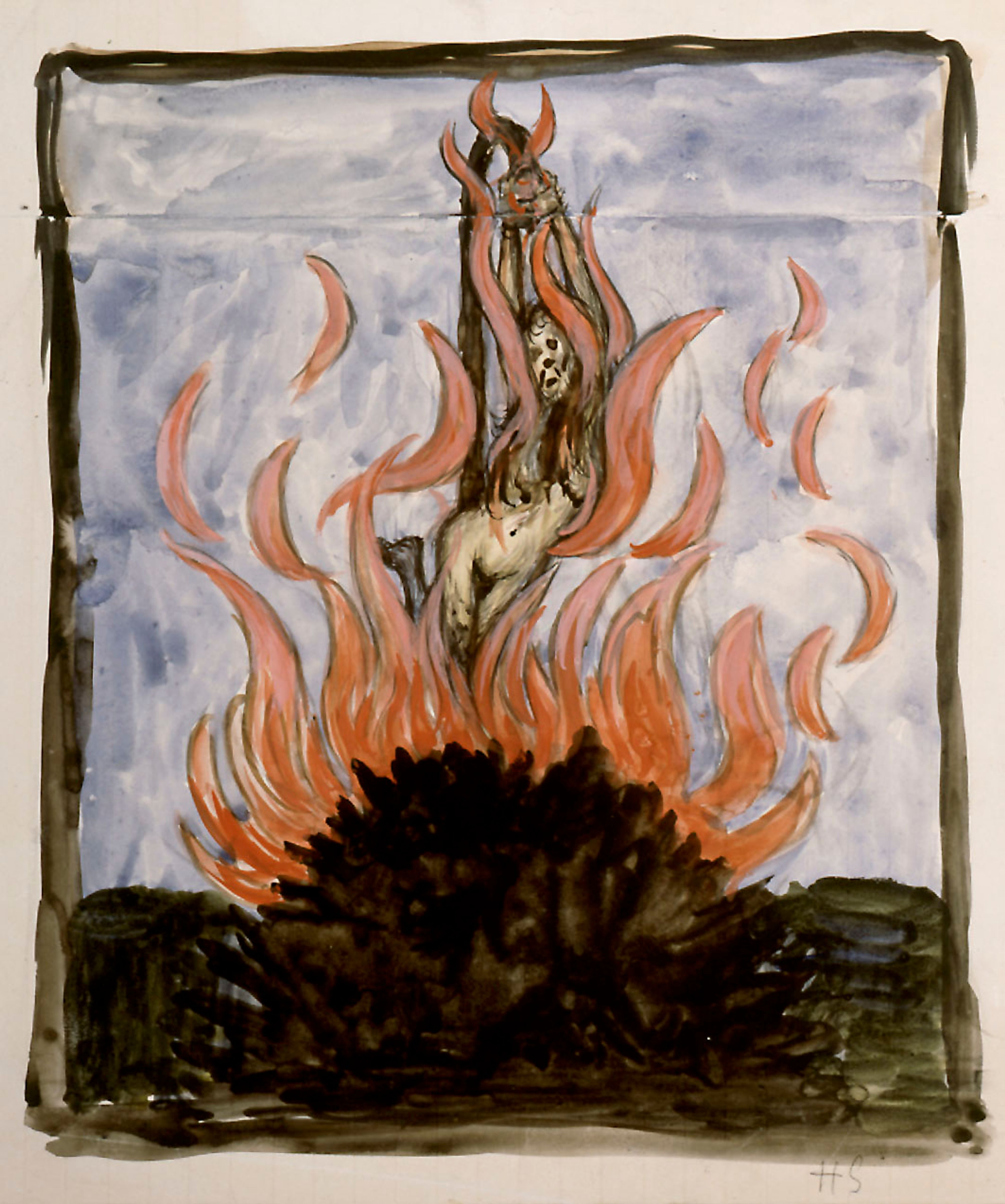
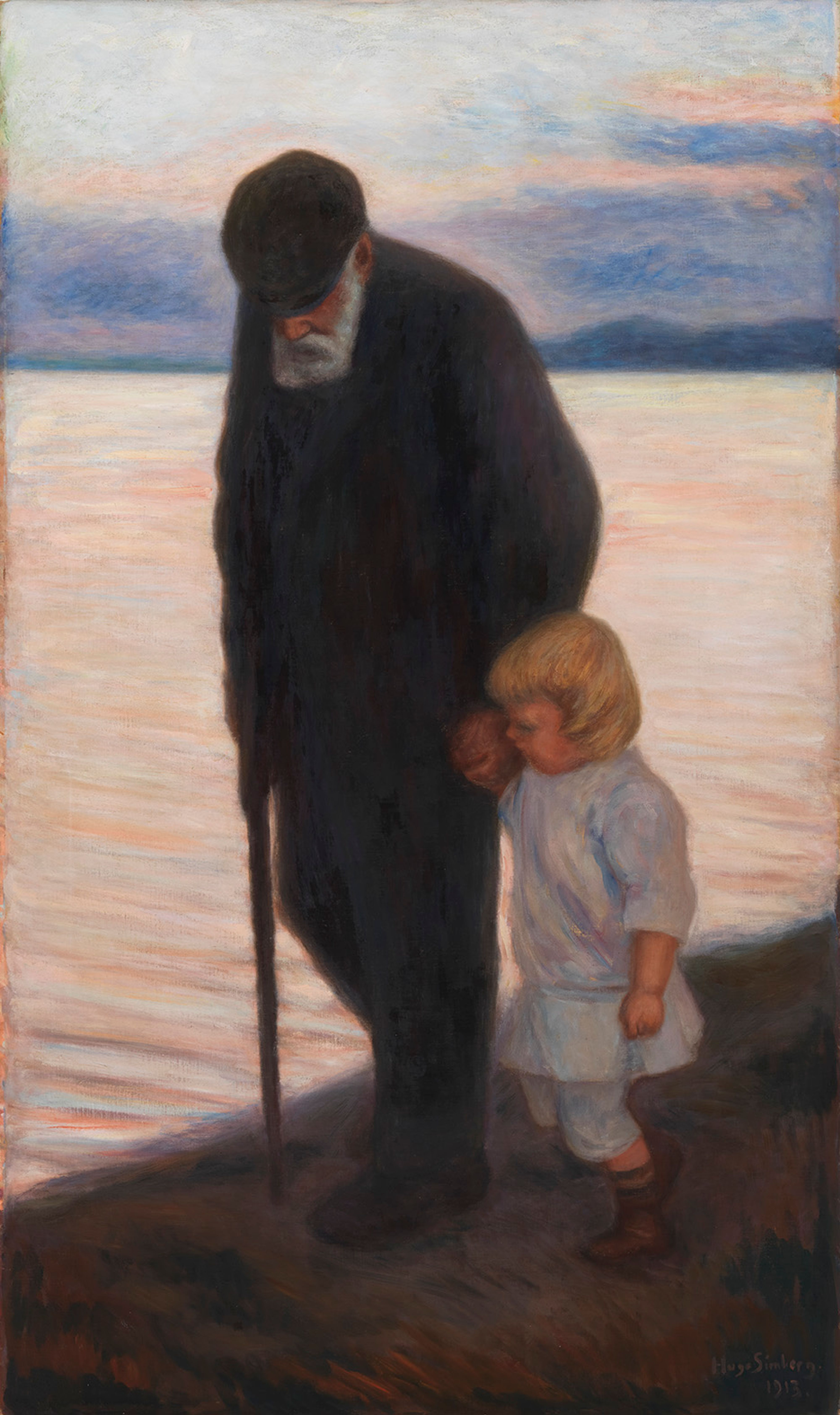
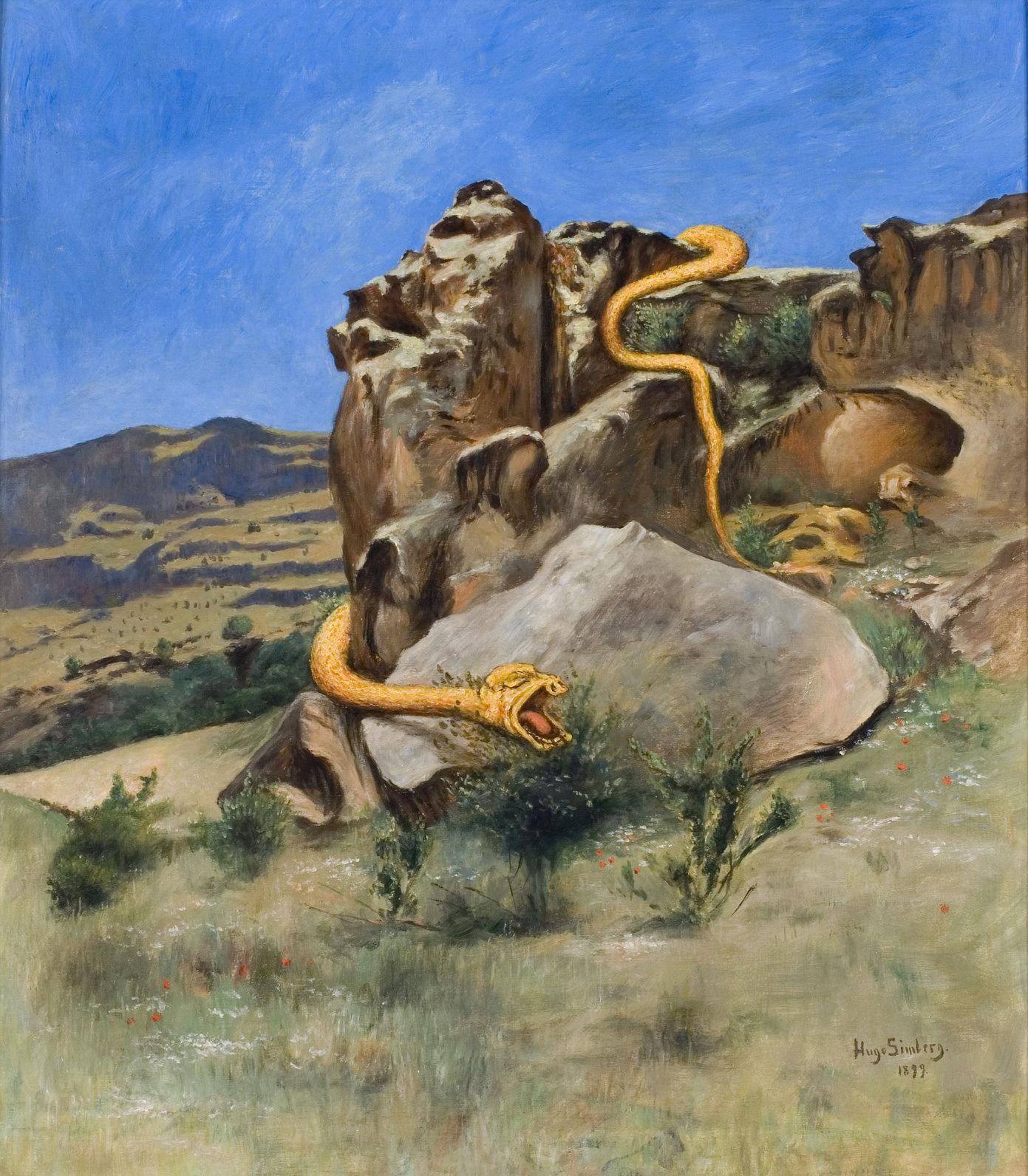

- 傷ついた天使（1903年）
- Kuolema kuuntelee（死が聞く）（1897年）
- 死の庭園（1896年）（ウィキメディア・コモンズで見られる）
- UPMキュンメネ社のロゴ、グリフォン（1899年）（en:UPM-Kymmeneでそのロゴを見られる）

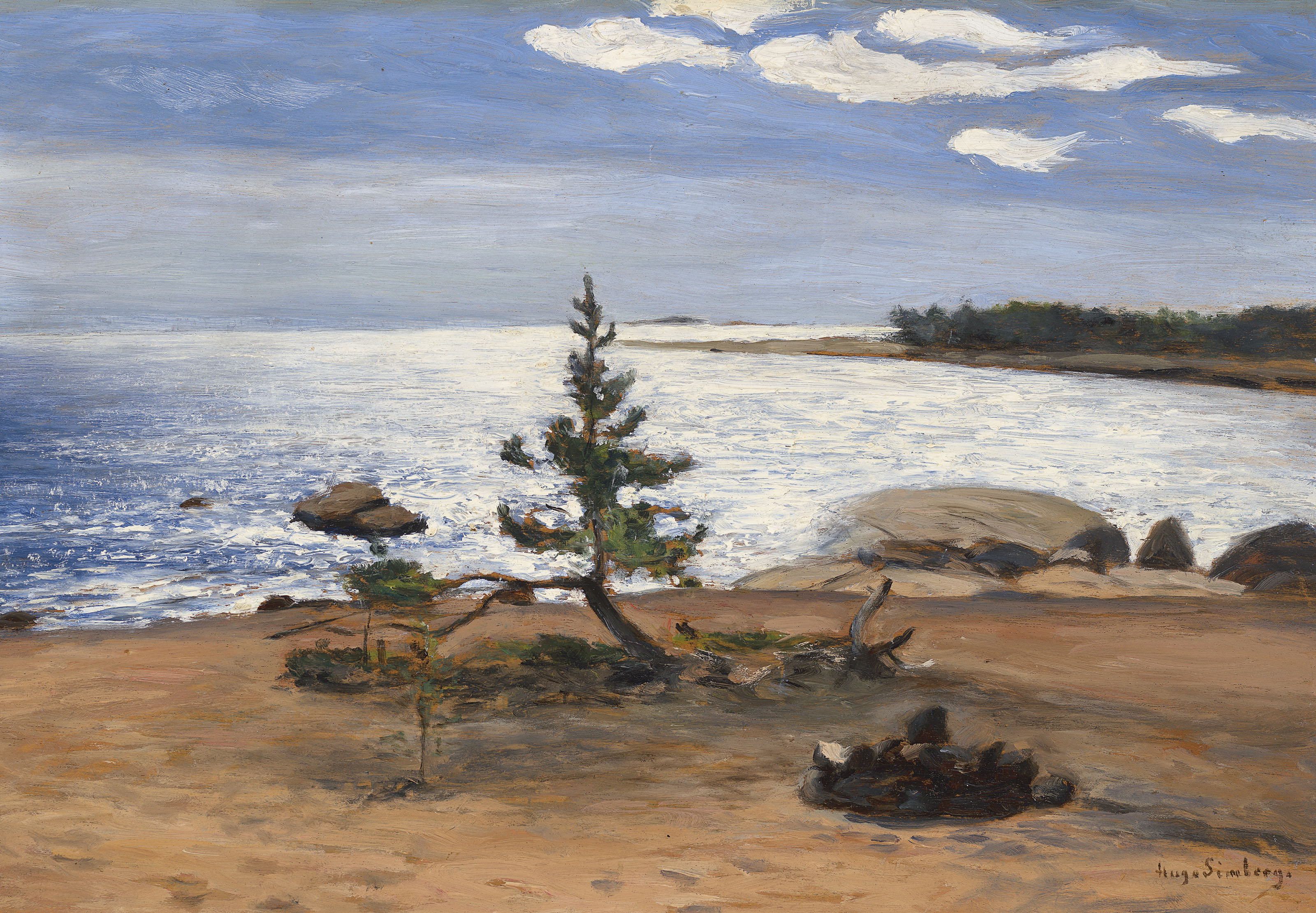
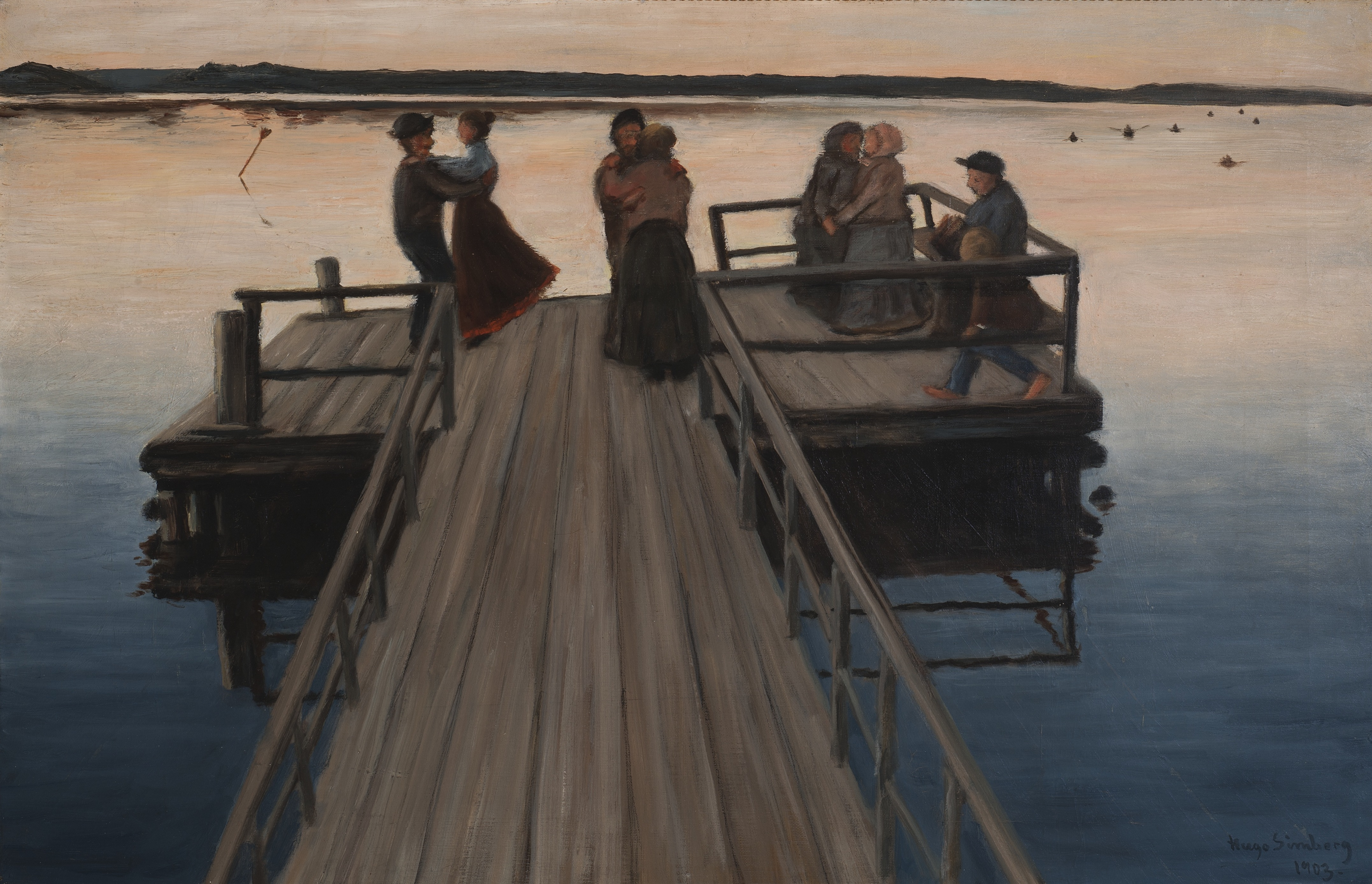
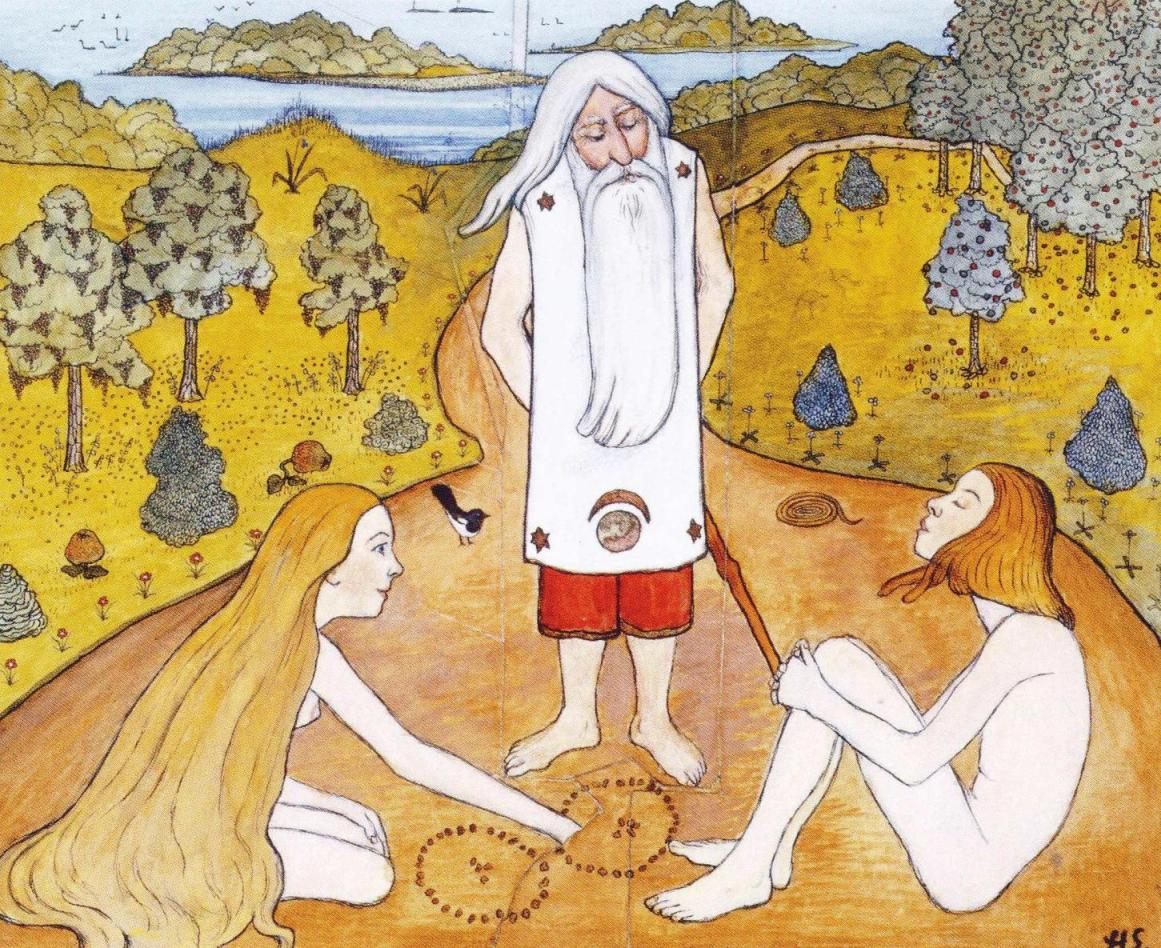